# Людвиг IV (ландграф Тюрингии)
Людвиг IV (нем. Ludwig IV.; 28 октября 1200 — 11 сентября 1227, Отранто) — ландграф Тюрингии с 1217 года. Сын ландграфа Германа I и Софии Виттельсбах, дочери баварского герцога Оттона I.

## Биография
Людвиг IV наследовал Тюрингию после смерти отца, в 16-летнем возрасте. В 1220 году женился на 14-летней Елизавете Венгерской. Резиденцией графской четы стал Эйзенах.
В 1226 году Людвиг был призван в Кремону на заседание рейхстага, на котором пообещал императору Фридриху II принять участие в крестовом походе.
Поход начался в следующем году, в августе. Людвига в нём сопровождали 5 графов: Людвиг Вартбургский, Гюнтер Кефернбергский, Майнрад Мюльбергский, Генрих Штольбергский и Буркхард Бранденбургский. Их отряд шел в Италию горными дорогами через Швабию, Баварию и Тироль.
Беременная Елизавета Венгерская осталась дома, и у неё было предчувствие, что её муж уже не вернется.
Так и случилось. Когда отряд крестоносцев миновал Бриндизи, у Людвига началась лихорадка. Он умер в Отранто в 1227 году. Через несколько дней после его смерти у него родилась дочь Гертруда.
После смерти мужа Елизавета Венгерская ушла в монастырь, посвятив себя заботе о больных. Она умерла в 1231 году и через уже 4 года была признана святой.
Людвиг IV не был официально канонизирован, но его в Германии тоже называют святым (нем. Ludwig der Heilige).

## Дети
- Герман II (1222—1241), ландграф Тюрингии
- София (20 марта 1224 — 29 мая 1275), герцогиня Брабанта, основательница ландграфства Гессен
- Гертруда (1227—1297), аббатиса монастыря Альтенберг.